# Buchtarma-Stausee
Der Buchtarma-Stausee liegt am Oberlauf des Irtysch in Kasachstan.
Der Stausee befindet sich zwischen Ust-Kamenogorsk und Saissan südlich der Mündung der Buchtarma am Südwestrand des Altai-Gebirges. Einschließlich des durch das Aufstauen des Flusses vom Wasser überfluteten Saissansee bedeckt er bei Vollstau 5.490 km² Fläche, womit er sich unter den 10 größten der Erde befindet, und umfasst maximal 49,80 km³ Stauvolumen. Seine Länge beträgt dann 500 km, seine Breite 35 km und die durchschnittliche Tiefe 9 m. 
Das um 1960 errichtete Absperrbauwerk des Buchtarma-Stausees befindet sich bei Serebrjansk. Es handelt sich um eine Gewichtsstaumauer. Das dortige Wasserkraftwerk ist im Besitz von Samruk-Energo und wird betrieben von Kazzinc. Es dient der Energiegewinnung (Leistung 675 MW); mit Hilfe der Staumauer wird die Wasserzufuhr für den Irtysch geregelt, was die Schifffahrtsbedingungen verbessert. Der See dient unter anderem der Fischerei.
In den Buchtarma-Stausee mündet unter anderem von rechts der Fluss Buchtarma. Große Städte am Stausee sind Syrjanowsk und Saissan.